# Kyoko Hayashi
Kyoko Hayashi (?, 林 京子, Hayashi Kyōko; Nagasaki, 28 agosto 1930 – Nagasaki, 19 febbraio 2017) è stata una scrittrice giapponese.

## Biografia
Kyoko Hayashi nasce a Nagasaki il 28 agosto 1930.
Dopo aver trascorso la sua giovinezza a Shangai, è costretta a tornarne nella città natale a causa del rimpatrio forzato dovuto alla guerra.
Il 9 agosto 1945 lavora alla Mitsubishi Armament Factory di Nagasaki come studentessa lavoratrice mentre viene sganciata la bomba atomica e, seppur gravemente ferita, sopravvive divenendo una hibakusha.
Nei suoi romanzi e racconti tema centrale è il ricordo dei bombardamenti atomici e le sue conseguenze fisiche e psicologiche sui superstiti come in Nagasaki, unica opera finora tradotta in italiano contenente 4 racconti.
Vincitrice di numerosi riconoscimenti letterari tra i quali il Premio Akutagawa, muore a 86 anni il 19 febbraio 2017 a Nagasaki.

## Opere principali
- Matsuri no ba (1975)
- Shanhai (1983)
- Sangai no ie (1984)
- Michi (1985)
- Tanima (1988)
- Rinbu (1989)
- Yasuraka ni ima wa nemuritamae (1990)
- Seishun (1994)
- Nagai jikan o kaketa ningen no keiken (2000)
- Bājinia no aoi sora (2005)
- Missheru no kuchibeni (2005)
- Shizen o kou. Shunkan no kioku (2005)

### Opere tradotte in italiano
- Nagasaki (selezione di 4 racconti), Roma, Gallucci, 2015 traduzione di Manuela Suriano ISBN 978-88-6145-878-9.

## Premi e riconoscimenti
- Gunzo Prize for New Writers:: 1975 vincitrice con Matsuri no ba
- Premio Akutagawa: 1975 vincitrice con Matsuri no ba
- Premio Kawabata: 1984 vincitrice con Sangai no ie
- Premio Tanizaki: 1990 vincitrice con Yasurakani ima wa nemuri tamae
- Premio letterario Noma: 2000 vincitrice con Nagai jikan o kaketa ningen no keiken
- Premio Asahi: 2005 per l'opera omnia